# Montréverd
Montréverd – gmina we Francji, w regionie Kraj Loary, w departamencie Wandea. W 2013 roku liczba ludności wynosiła 3456 mieszkańców. 
Gmina została utworzona 1 stycznia 2016 roku z połączenia trzech ówczesnych gmin: Mormaison, Saint-André-Treize-Voies oraz Saint-Sulpice-le-Verdon. Siedzibą gminy została miejscowość Saint-André-Treize-Voies.